# Billy Burch
Harry "Billy" Burch, född 20 november 1900 i Yonkers, New York, död 30 november 1950, var en amerikansk-kanadensisk professionell ishockeyspelare. Burch spelade för Hamilton Tigers, New York Americans, Boston Bruins och Chicago Black Hawks i NHL åren 1922–1933.

## Karriär
Även om Billy Burch föddes i USA var det i Toronto, dit han flyttat med familjen i ung ålder, Burch började spela ishockey. Han debuterade i NHL för Hamilton Tigers säsongen 1922–23 med 9 poäng på 10 matcher.
Säsongen 1924–25 vann Burch Hart Trophy som NHL:s mest värdefulle spelare efter att ha gjort 20 mål och 27 poäng på 27 matcher i en framgångsrik kedja med bröderna Red och Shorty Green. Hamilton Tigers, som de två tidigare säsongerna slutat sist i ligan, vann NHL:s grundserie en poäng före Toronto St. Patricks. Tigers missade dock chansen att få spela om Stanley Cup då Burch och lagkamraten Shorty Green ledde en spelarstrejk inför slutspelet mot klubbens ägare för bättre ekonomiska villkor. Det hela slutade med att klubben upplöstes efter säsongen och då den nya klubben New York Americans bildades inför säsongen 1925–26 köpte den rättigheterna till Hamilton Tigers spelare.
Burch spelade sju säsonger för New York Americans men laget hade svårt att konkurrera med de bästa lagen i ligan och det blev endast två slutspelsmatcher för Burchs del. Sin sista säsong i NHL, 1932–33 delade han mellan Boston Bruins och Chicago Black Hawks.
1974 valdes Burch postumt in i Hockey Hall of Fame.

## Statistik
| 1922–23    | Hamilton Tigers     | NHL        | 10  | 6   | 2  | 8   | 2   | — | — | — | — | — |
| 1923–24    | Hamilton Tigers     | NHL        | 24  | 16  | 2  | 18  | 4   | — | — | — | — | — |
| 1924–25    | Hamilton Tigers     | NHL        | 27  | 20  | 4  | 24  | 10  | — | — | — | — | — |
| 1925–26    | New York Americans  | NHL        | 36  | 22  | 3  | 25  | 33  | — | — | — | — | — |
| 1926–27    | New York Americans  | NHL        | 43  | 19  | 8  | 27  | 40  | — | — | — | — | — |
| 1927–28    | New York Americans  | NHL        | 32  | 10  | 2  | 12  | 34  | — | — | — | — | — |
| 1928–29    | New York Americans  | NHL        | 44  | 11  | 5  | 16  | 45  | 2 | 0 | 0 | 0 | 0 |
| 1929–30    | New York Americans  | NHL        | 35  | 7   | 3  | 10  | 22  | — | — | — | — | — |
| 1930–31    | New York Americans  | NHL        | 44  | 14  | 8  | 22  | 35  | — | — | — | — | — |
| 1931–32    | New York Americans  | NHL        | 48  | 7   | 15 | 22  | 20  | — | — | — | — | — |
| 1932–33    | Boston Bruins       | NHL        | 23  | 3   | 1  | 4   | 4   | — | — | — | — | — |
|            | Chicago Black Hawks | NHL        | 24  | 2   | 0  | 2   | 2   | — | — | — | — | — |
| NHL totalt | NHL totalt          | NHL totalt | 390 | 137 | 53 | 190 | 251 | 2 | 0 | 0 | 0 | 0 |

## Meriter
- Hart Memorial Trophy – 1924–25
- Lady Byng Memorial Trophy – 1926–27